# The Prosopography of the Later Roman Empire
The Prosopography of the Later Roman Empire (PLRE) ist das wichtigste prosopographische Nachschlagewerk, das sich mit der Geschichte der Spätantike befasst. Es wird vom Verlag Cambridge University Press verlegt.

## Überblick
Schon Theodor Mommsen und Adolf von Harnack hatten ein ähnliches Projekt ins Auge gefasst, die bereits vorhandenen grundlegenden Arbeiten wurden jedoch im Zweiten Weltkrieg weitgehend zerstört, als ein alliierter Bombenangriff das Berliner Archiv dieser ersten Prosopographie des Spätrömischen Reiches traf. Als Arnold Hugh Martin Jones, John Robert Martindale und John Morris die Idee wieder aufgriffen, mussten sie daher noch einmal fast ganz von vorn anfangen. Am Anfang stand ein Aufruf, den Jones an Fachleute in aller Welt richtete, die Quellen zu sichten und Belege einzusenden. Einige namhafte Forscher halfen daraufhin bei dem Unterfangen mit. Jones war auch dafür verantwortlich, die Finanzierung des Projektes zu sichern. Als Nächstes sichteten die Autoren auch die restlichen Quellen, John Morris etwa kümmerte sich um die lateinischen Inschriften. Morris konnte auch seine Erfahrung aus der Mitarbeit an der Prosopographia Imperii Romani einbringen. Als Nächstes wurden noch die relevanten Artikel aus Paulys Realencyclopädie der classischen Altertumswissenschaft extrahiert, die eingesandten Belegschnipsel geordnet und mit den verbliebenen Überresten der Berliner Sammlungen abgeglichen.
1964 begann schließlich die Arbeit an den eigentlichen Artikeln des ersten Bandes. Jones erstellte Skizzen zu den meisten illustres, während John Martindale Artikel über fast alle anderen Personen entwarf. Am Ende sah Martindale die Artikel von Jones durch und überarbeitete sie teilweise; Jones tat dasselbe mit den Entwürfen Martindales. Weitere Artikel wurden von Alan Cameron (vor allem Literaten) und Edward A. Thompson (Germanen) beigesteuert.
Das Werk umfasst drei Bände – der dritte Band wurde aufgrund seines Umfangs in zwei Halbbände aufgeteilt –, die zwischen 1971 und 1992 erschienen. Nur John Martindale erlebte noch die Fertigstellung des letzten Bandes. Jones, dessen Werk The Later Roman Empire (1964) ein bis heute nicht ersetztes Standardwerk ist, war bis zu seinem Tod der Leiter des Projekts, für das anschließend (neben Martindale) Thompson, Cameron und schließlich Philip Grierson verantwortlich waren. Finanziert wurde das Mammutvorhaben unter anderem von der British Academy, die University of Cambridge leistete administrative Unterstützung.
Inhaltlich werden die meisten bekannten „weltlichen“ Personen aufgeführt, die zwischen etwa 260 und 641 n. Chr. in den zum Zeitpunkt der Erstellung der Einträge verfügbaren Quellen auftauchen und eine Rolle spielten. Dabei überwiegen allerdings – schon aufgrund der Überlieferungslage – die Mitglieder der Oberschicht oder bekannte Amtsträger. Geistliche wurden jedoch absichtlich nicht berücksichtigt. Dabei beschränkt sich der in der PLRE behandelte Personenkreis nicht nur auf Römer. Vielmehr werden auch Perser und „Barbaren“ (wie Goten, Vandalen und Hunnen) verzeichnet, soweit sie in der griechisch-lateinischen Überlieferung erscheinen, wobei der „geographische Schwerpunkt“ der Bände variiert (in Band 3 findet beispielsweise Britannien, dessen römische Garnisonstruppen zu Beginn des 5. Jahrhunderts abgezogen waren, kaum noch Beachtung).
Die Länge der einzelnen Beiträge ist recht unterschiedlich. Während die Kaiser und Kaiserinnen absichtlich nur sehr knapp behandelt werden, wurden einige Personen teils nur mit wenigen Zeilen, andere wiederum mit mehreren Seiten bedacht (so etwa der oströmische General Belisar im dritten Band mit 42 Seiten). In jedem Eintrag wird auf die Quellen Bezug genommen, auch die von der behandelten Person bekleideten Ämter werden aufgeführt. Bisweilen wird auch auf einige einschlägige Standardwerke hingewiesen.
Die PLRE, in der auch Stammbäume enthalten sind, stellt ein unersetzliches Hilfsinstrument zur Erschließung der spätrömischen Gesellschaft dar.
Ergänzungen und Korrekturen zu den Einträgen wurden in mehreren Fachzeitschriften veröffentlicht, so in Phoenix, Zephyrus, Historia sowie Journal of Late Antiquity.

## Bände
- The Prosopography of the later Roman Empire. Cambridge University Press, Cambridge 1971–1992
  - Bd. 1: A.D. 260–395, 1971, ISBN 0-521-07233-6 (Digitalisat)
  - Bd. 2: A.D. 395–527, 1980, ISBN 0-521-20159-4 (Digitalisat)
  - Bd. 3: A.D. 527–641, 1992, ISBN 0-521-20160-8
    - Teil 1: Abandanes – ʿIyād ibn Ghanm (Digitalisat)
    - Teil 2: Kâlâdji – Zudius (Digitalisat)